# 捷豹F-Pace
捷豹F-Pace（X761）是一款緊湊型豪華跨界休旅車，由英國汽車製造商捷豹路虎製造。這是捷豹旗下製造的第一款SUV車型。2015年在美國底特律北美國際汽車展先行發表，2015年9月在德國法蘭克福國際車展上正式發表，2016年開始量產。 F-Pace的設計是基於2013年的捷豹C-X17概念車。2017年捷豹F-Pace在美國紐約國際車展上榮獲2017年世界年度風雲車和世界汽車設計年度大獎。

## 概要

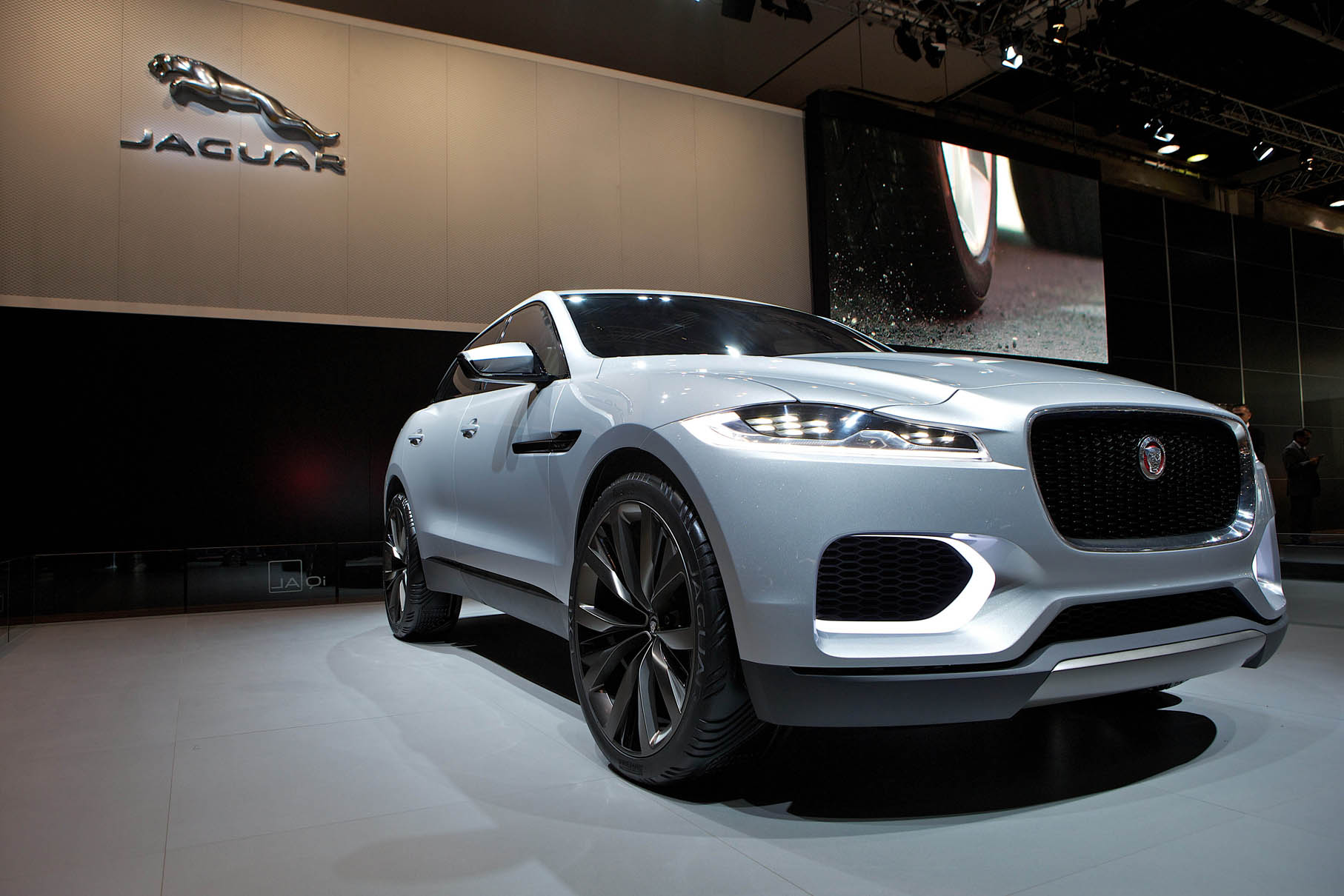
C-X17

在2013年9月的法蘭克福車展上，F-Pace的基礎概念車C-X17首次亮相。F-Pace量產原型車於2015年7月4日，在荷蘭烏德勒支舉行的2015年環法自行車賽第一賽段中首次公開亮相，英力士車隊隊員在首站比賽中得到F-PACE偽裝車的鼎力支援。同時，這也是對捷豹首款跑車型運動多功能車的一次極富挑戰性的實戰考驗。在法蘭克福車展之前，由專業特技車手特里·格蘭特駕駛的F-Pace進行了打破金氏世界紀錄的360度迴圈。於2016年4月在歐洲開始交付給客戶，2016年5月在美國開始交付給客戶。 

## 引擎
F-Pace提供捷豹路虎Ingenium 2.0L渦輪增壓柴油引擎和2.0L渦輪增壓汽油引擎，有Prestige、Portfolio和R-Sport三種規格，而3.0L渦輪增壓柴油引擎（美國除外）和V6機械增壓汽油引擎可在S版和First Edition版提供。F-Pace有後輪驅動和四輪驅動兩種驅動布局。
| 柴油引擎                           | 柴油引擎              | 柴油引擎                                 | 柴油引擎                             | 柴油引擎                   | 柴油引擎            | 柴油引擎        |
| 引擎型號                           | 引擎容積              | 馬力@rpm                                 | 扭力@rpm                             | 0–100 km/h (0-62 mph) 加速 | 極速                | 變速箱          |
| ---------------------------------- | --------------------- | ---------------------------------------- | ------------------------------------ | -------------------------- | ------------------- | --------------- |
| 2.0 渦輪增壓 Ingenium 直列四缸引擎 | 1,999 cc（122 cu in） | 120 kW；161 hp（163 PS） @ 4,000         | 380 N·m（280 lb·ft） @ 1,750 – 2,500 | 10.2秒                     | 195 km/h（121 mph） | 6速手排         |
| 2.0 渦輪增壓 Ingenium 直列四缸引擎 | 1,999 cc（122 cu in） | 132 kW；178 hp（180 PS） @ 4,000         | 430 N·m（317 lb·ft） @ 1,750 – 2,500 | 8.5秒                      | 210 km/h（130 mph） | 6速手排 8速自排 |
| 2.0 渦輪增壓 Ingenium 直列四缸引擎 | 1,999 cc（122 cu in） | 177 kW；237 hp（240 PS） @ 4,000         | 500 N·m（369 lb·ft） @ 1,500         | 7.2秒                      | 217 km/h（135 mph） | 8速自排         |
| 3.0 渦輪增壓 V6引擎                | 2,993 cc（183 cu in） | 221 kW；296 hp（300 PS） @ 4,000         | 700 N·m（516 lb·ft） @ 2,000         | 6.2秒                      | 241 km/h（150 mph） | 8速自排         |
| 汽油引擎                           |                       |                                          |                                      |                            |                     |                 |
| 2.0 渦輪增壓 Ingenium 直列四缸引擎 | 1,997 cc（122 cu in） | 184 kW；247 hp（250 PS） @ 5,500         | 365 N·m（269 lb·ft） @ 1,200 – 4,500 | 6.8秒                      | 217 km/h（135 mph） | 8速自排         |
| 3.0 機械增壓 V6引擎                | 2,995 cc（183 cu in） | 250 kW；335 hp（340 PS） @ 6,500         | 450 N·m（332 lb·ft） @ 4,500         | 5.8秒                      | 250 km/h（155 mph） | 8速自排         |
| 3.0 機械增壓 V6引擎                | 2,995 cc（183 cu in） | 279 kW；375 hp（380 PS） @ 6,500         | 450 N·m（332 lb·ft） @ 4,500         | 5.5秒                      | 250 km/h（155 mph） | 8速自排         |
| 5.0 機械增壓 V8引擎 (SVR)          | 5,000 cc（305 cu in） | 405 kW；542 hp（550 PS） @ 6,000 - 6,500 | 680 N·m（502 lb·ft） @ 2,500 - 5,500 | 4.3秒                      | 283 km/h（176 mph） | 8速自排         |

|https://www.jaguar.com.au/jaguar-range/f-pace/specifications/index.html （页面存档备份，存于）

## F-Pace SVR

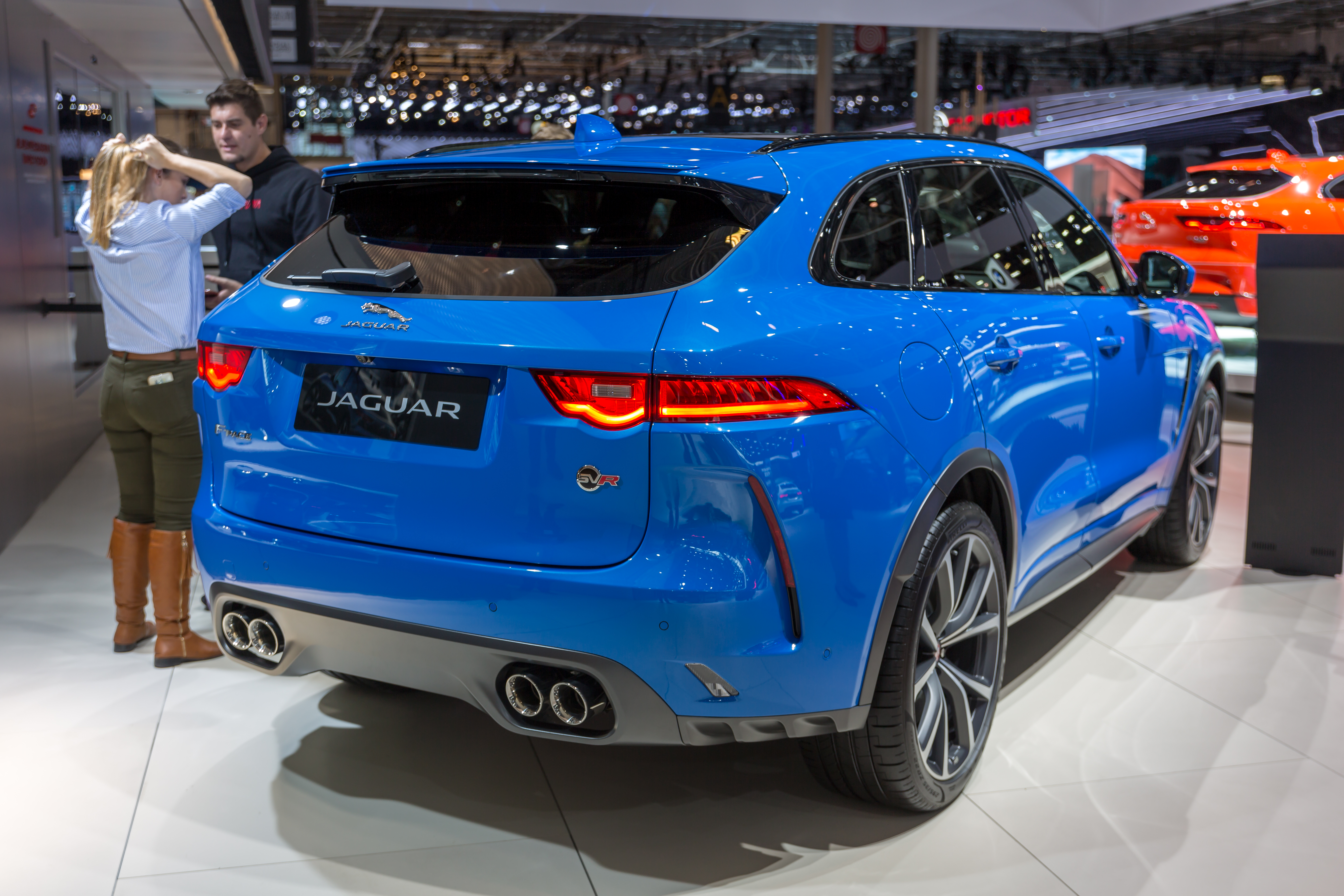
F-Pace SVR

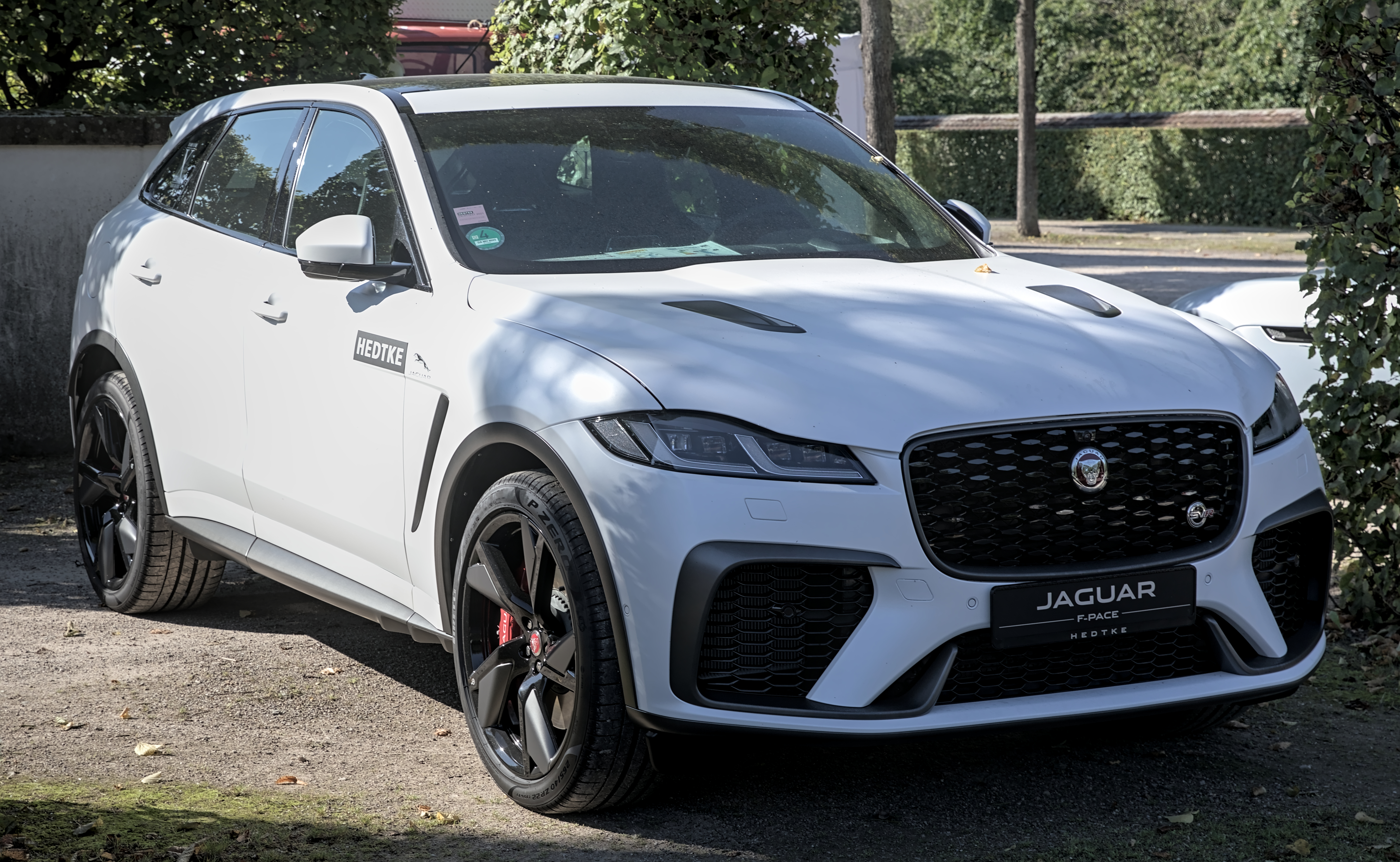
F-Pace SVR (2020)

在2018年紐約國際車展上，捷豹展示了F-Pace SVR，這是SUV的性能變體。它由著名的第三代AJ-V8 5.0機械增壓引擎提供動力，在F-Pace SVR中提供405千瓦（550匹馬力）。這使得車輛可以在4.3秒內加速到100km/h，極速高達286km/h。F-Pace SVR自2018年5月起開始販售。

## 變速箱
F-Pace車型與其他D7a平台車輛相同配備ZF 8HP八速自排變速箱，這是目前安裝在其他捷豹車型上的較輕的變速箱。低功率柴油車型上提供六速ZF手排變速箱。

## 外觀
捷豹F-Pace是一個全新的性能跨界休旅車設計，所有捷豹車型是眾所周知的提供優雅、反應能力和敏捷性，以及無與倫比的動態和日常多功能性。車身結構由80%的鋁合金組成，複合式材質尾門和鋁鎂等零件以節省更多的車身重量助於降低油耗。F-Pace也是使用LAA輕量化鋁結構開發的第三款車型，其鋁含量是迄今為止最高的，其中近三分之一是RC5754合金，主要由回收材料製成。F-Pace將線條、外觀和比例與F-Type跑車風格與功能相結合，如強大的車尾線條、後分流器和獨特的細長LED尾燈。車頭肌肉流線型的引擎蓋、經典六角格紋水箱護罩暗示了引擎下的性能潛力，如可爆發380匹機械增壓V6引擎。纖細的J-Blade全LED大燈、鍛造的22英寸輪圈和短前懸吊、長後懸吊等元素將C-X17概念的設計願景實現。

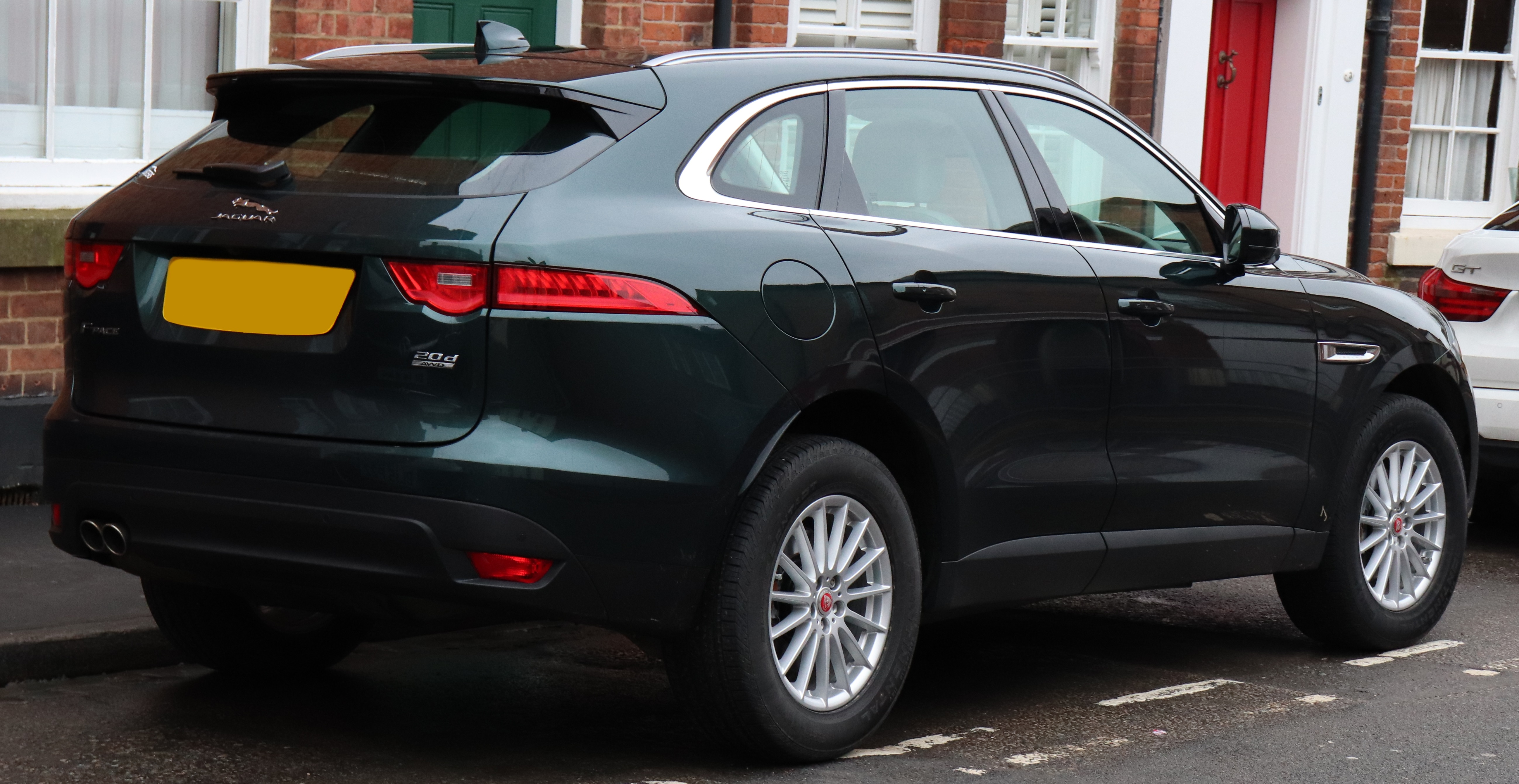
F-Pace 車尾
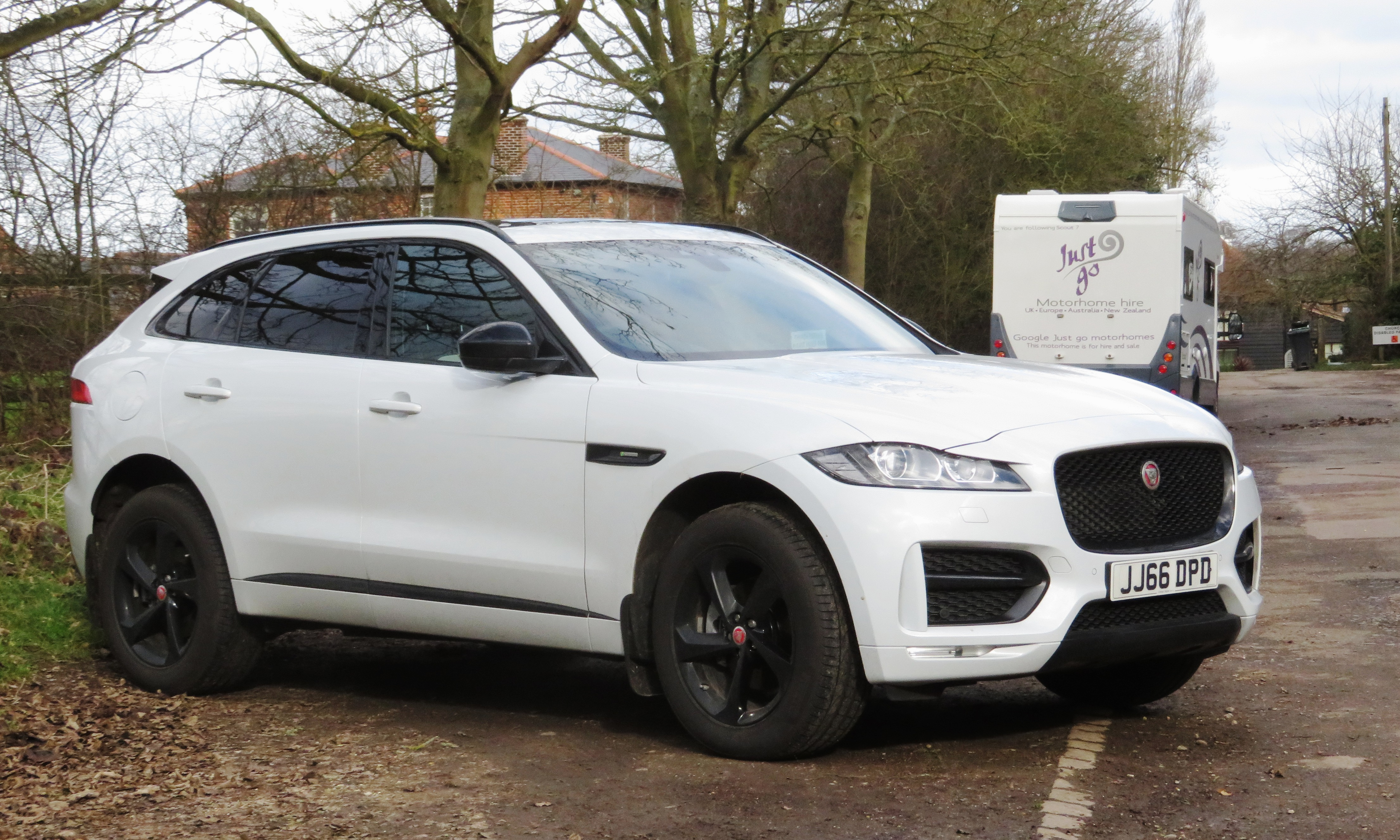
F-Pace R-Sport 車頭
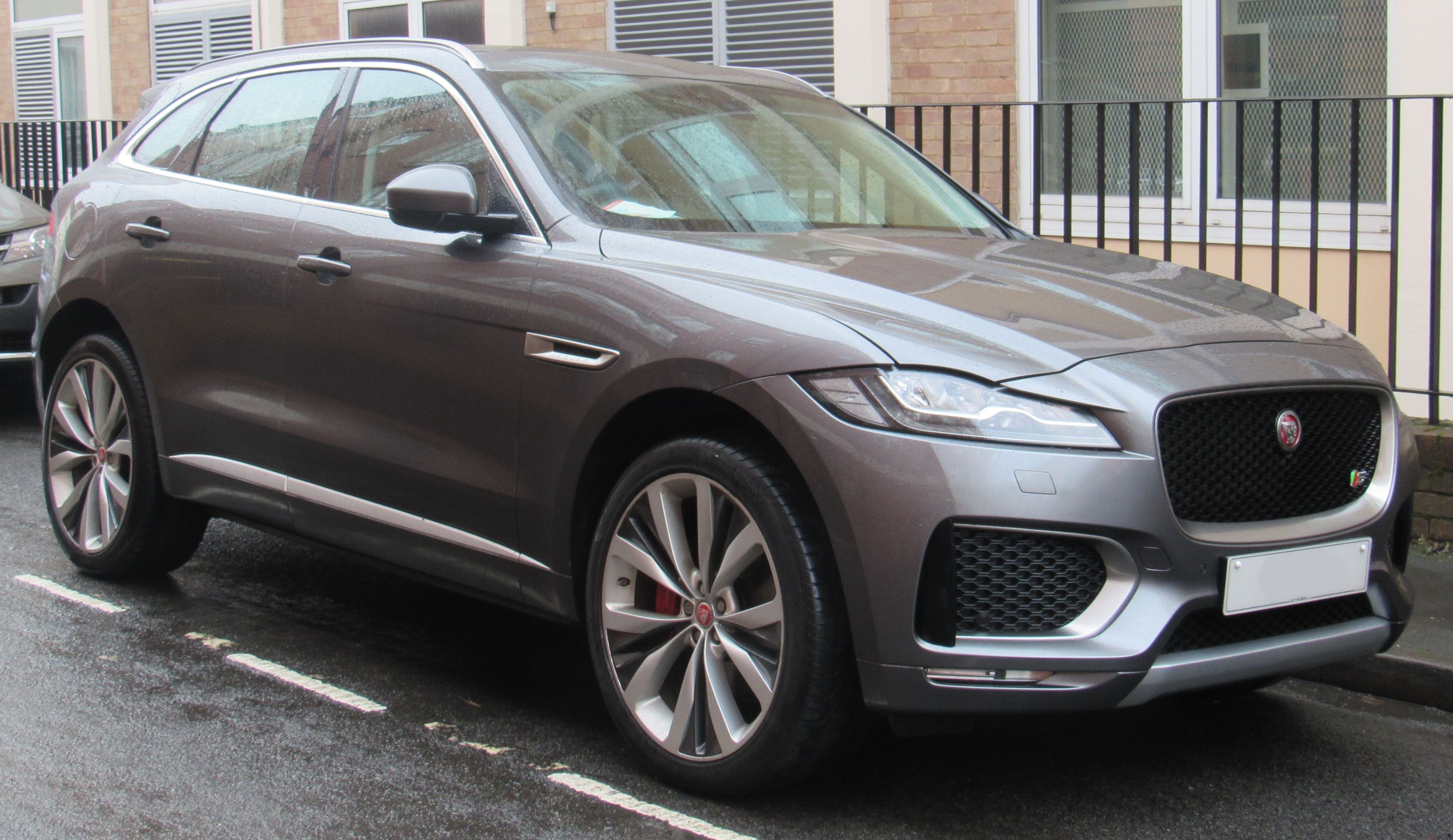
F-Pace S 車頭
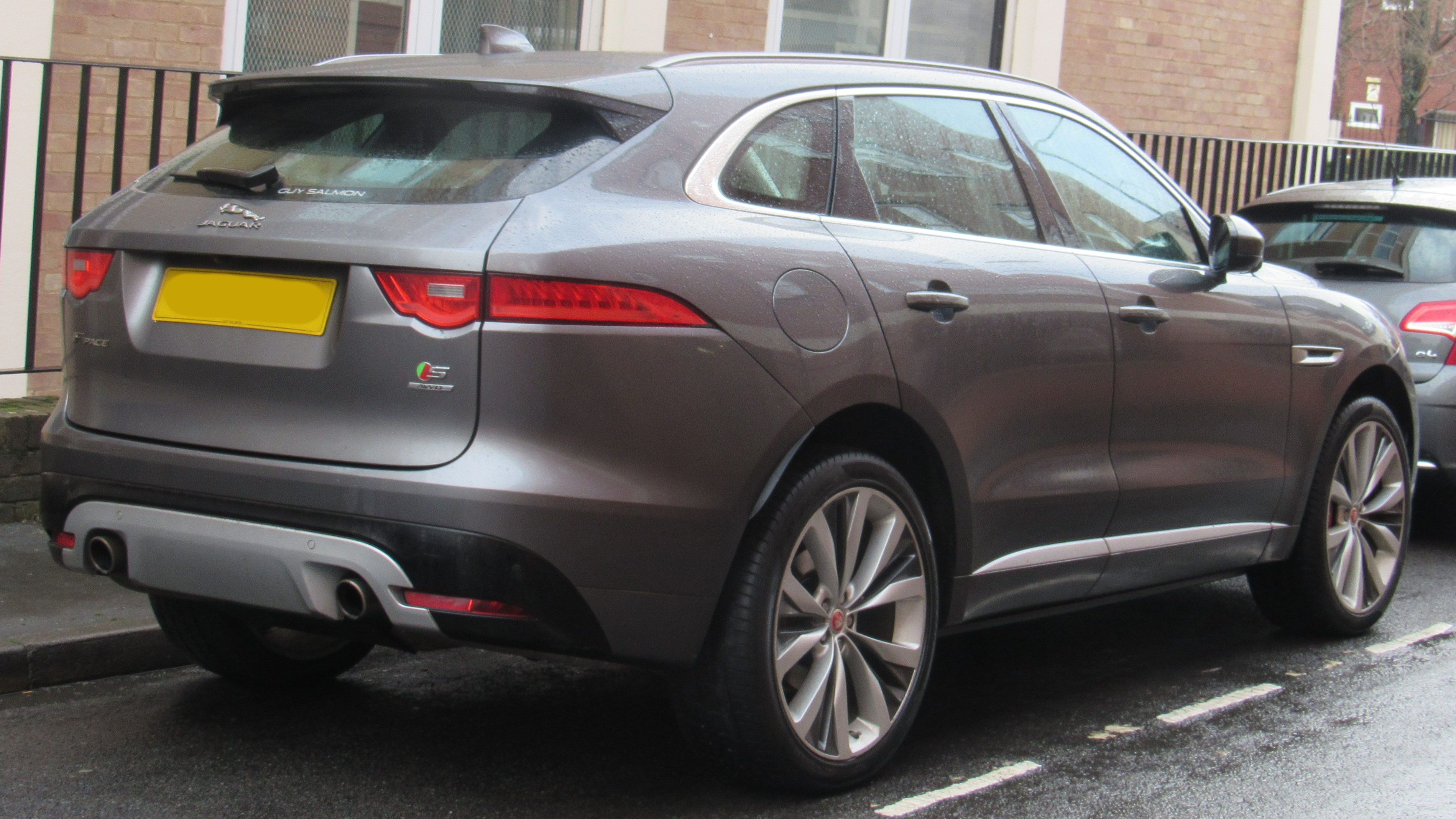
F-Pace S 車尾
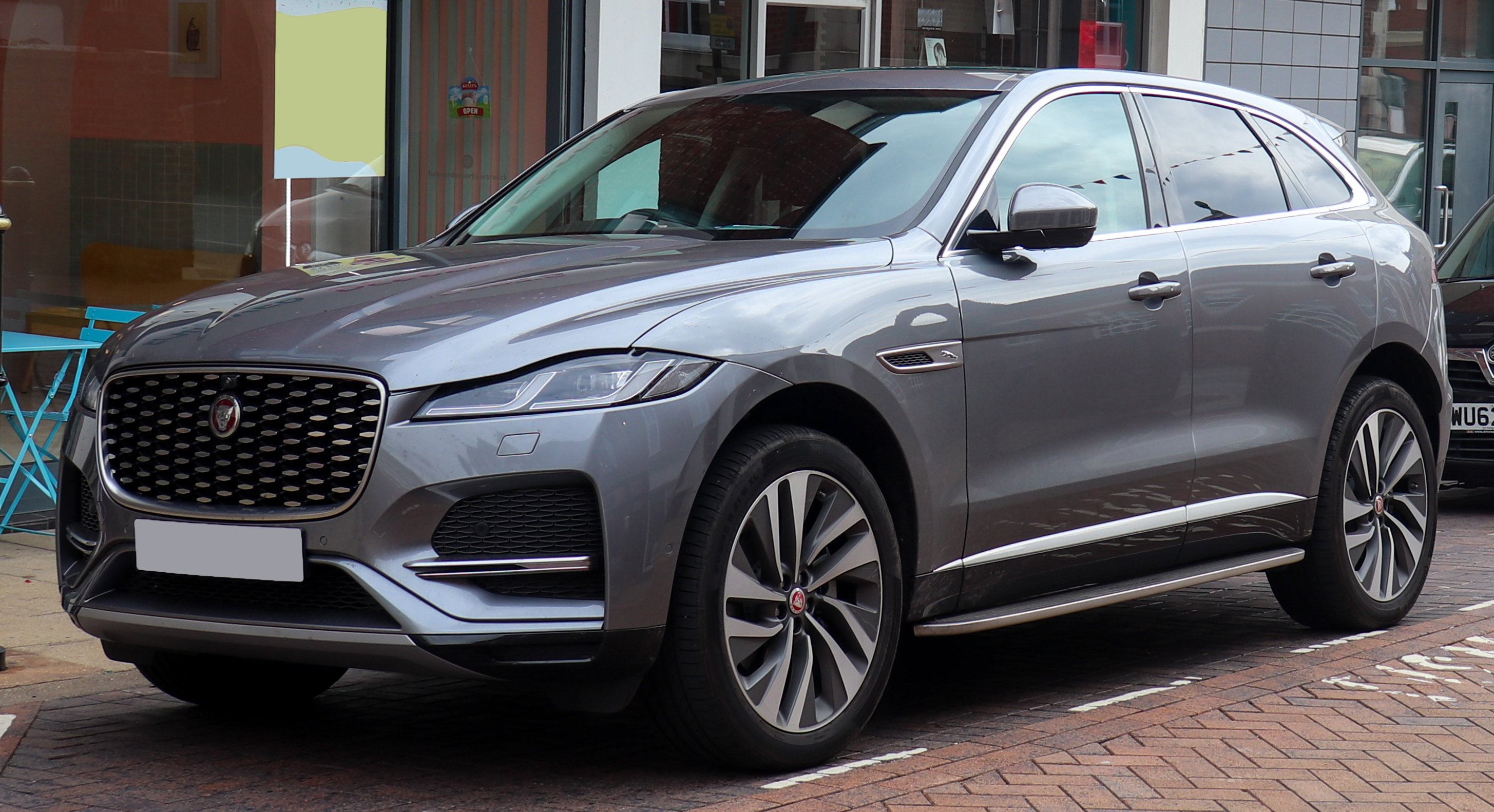
2020 F-Pace 小改款 車頭
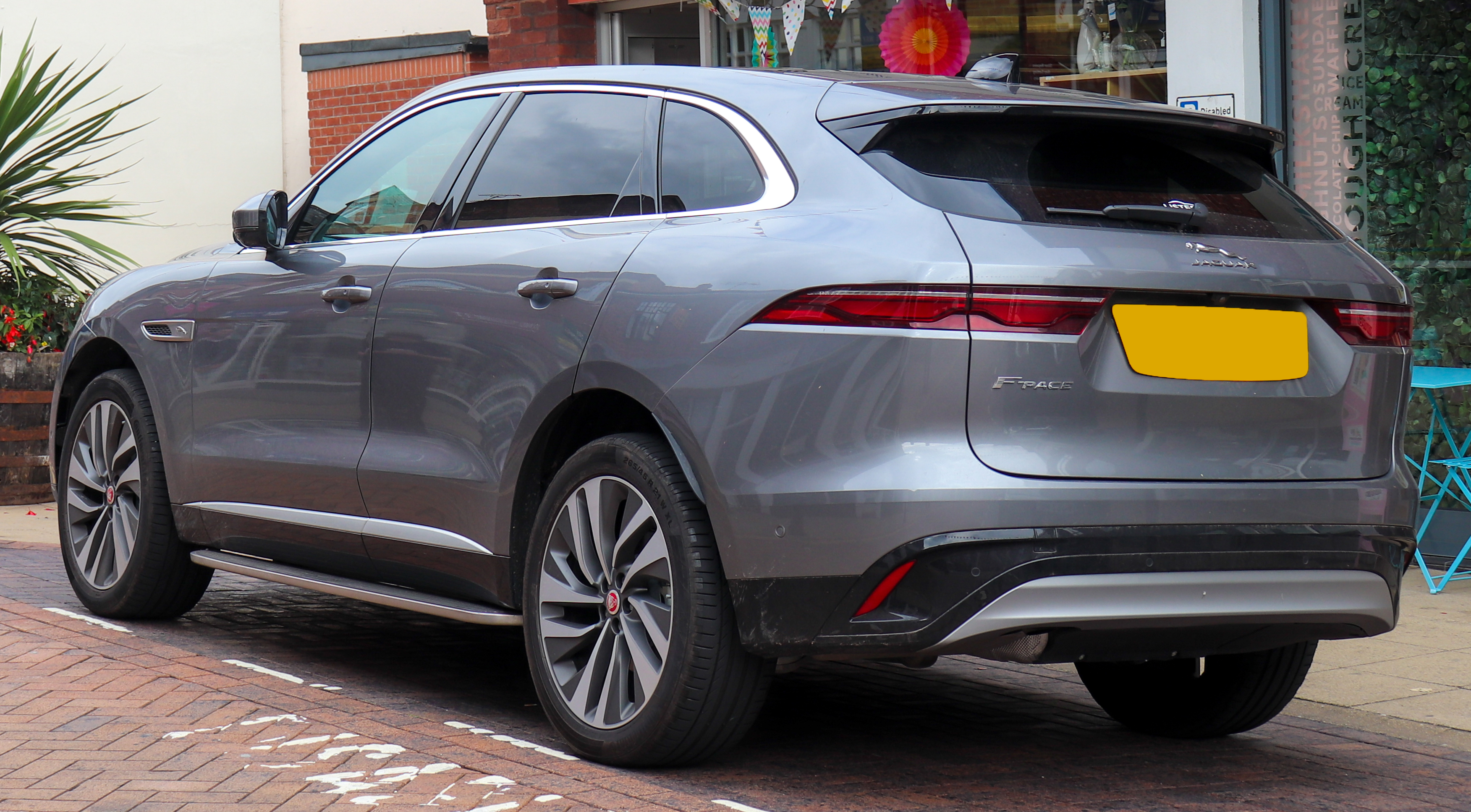
2020 F-Pace 小改款 車尾

## 底盤

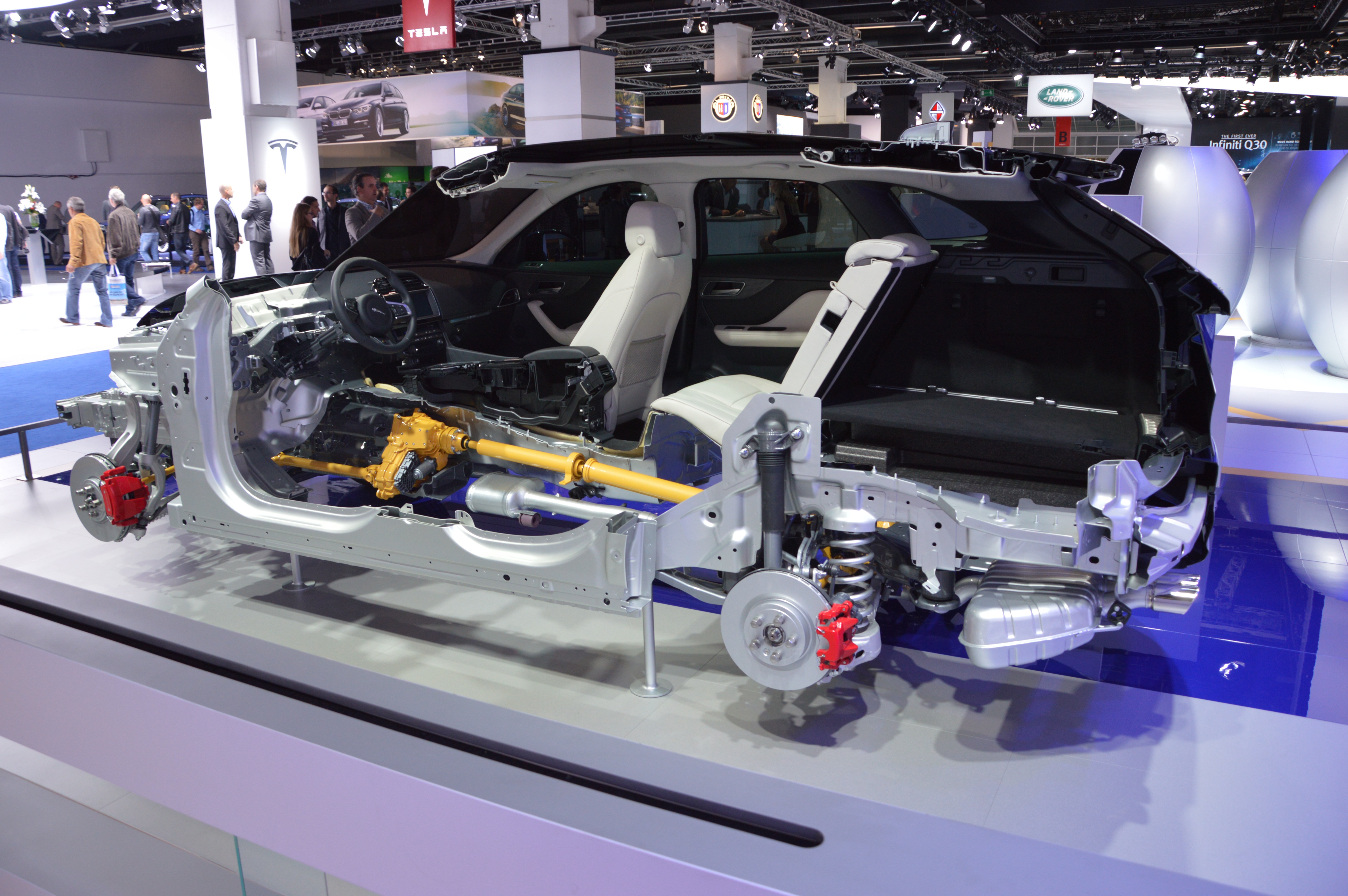
F-Pace cutaway

F-Pace底盤是捷豹路虎iQ-Al（D7a）模組化平臺上的第三款車型，用於XE、第二代XF和路虎Velar。 鋁合金雙A臂前懸吊搭配鋁合金多連桿後懸吊，被捷豹命名為Integral Link。與XF和F-Type車型的系統相似。該系統是製造成本更高的組合，以提供處理路面和乘坐品質之間的良好平衡。

## 內裝
捷豹F-Pace寬敞奢華的車室空間精心講究車室內裝的每一處細節，為駕駛與乘客打造靜謐而舒適的質感空間。提供16向電動調整雙前座椅含冷熱通風、記憶、按摩功能。第二排座椅擁有2874mm長的軸距讓後座乘客腿部空間以及可自由靈活移動的空間，還有加熱和電動傾斜後排座椅等功能為三位乘員提供最佳乘坐舒適度。可選配的四區恆溫空調，可針對每位駕駛及乘客獨立提供最舒適的溫度。F-Pace具備高達793L行李廂空間，即使滿載家人朋友亦能保有便利空間，若需額外空間，收折後座後可將行李廂空間進一步擴充至1,842L。無論週間或週末，F-Pace皆能完美滿足您的生活需求。F-Pace以捷豹的8吋InControl Touch和10.2吋InControl Touch Pro資訊娛樂系統，具有電容式觸控螢幕、直覺的使用者介面和清晰的畫面，支援智慧型手機和平板電腦手勢，如"輕掃"從一頁移動到另一頁，以及"滑動"滾動瀏覽地圖。輸入地址比之前的系統更快、更容易，且由於導航數據的SD卡存儲，計算路線的速度更快。12.3吋全數位化HD虛擬儀錶板地圖以3D呈現，使方向更簡單、更直覺。選配的抬頭顯示器中還可以顯示Touch Pro觸控螢幕上的重要資訊，包括來電等電話資訊。此功能可依駕駛喜好開啟和關閉，讓駕駛員可以自由地專注於前方的道路。

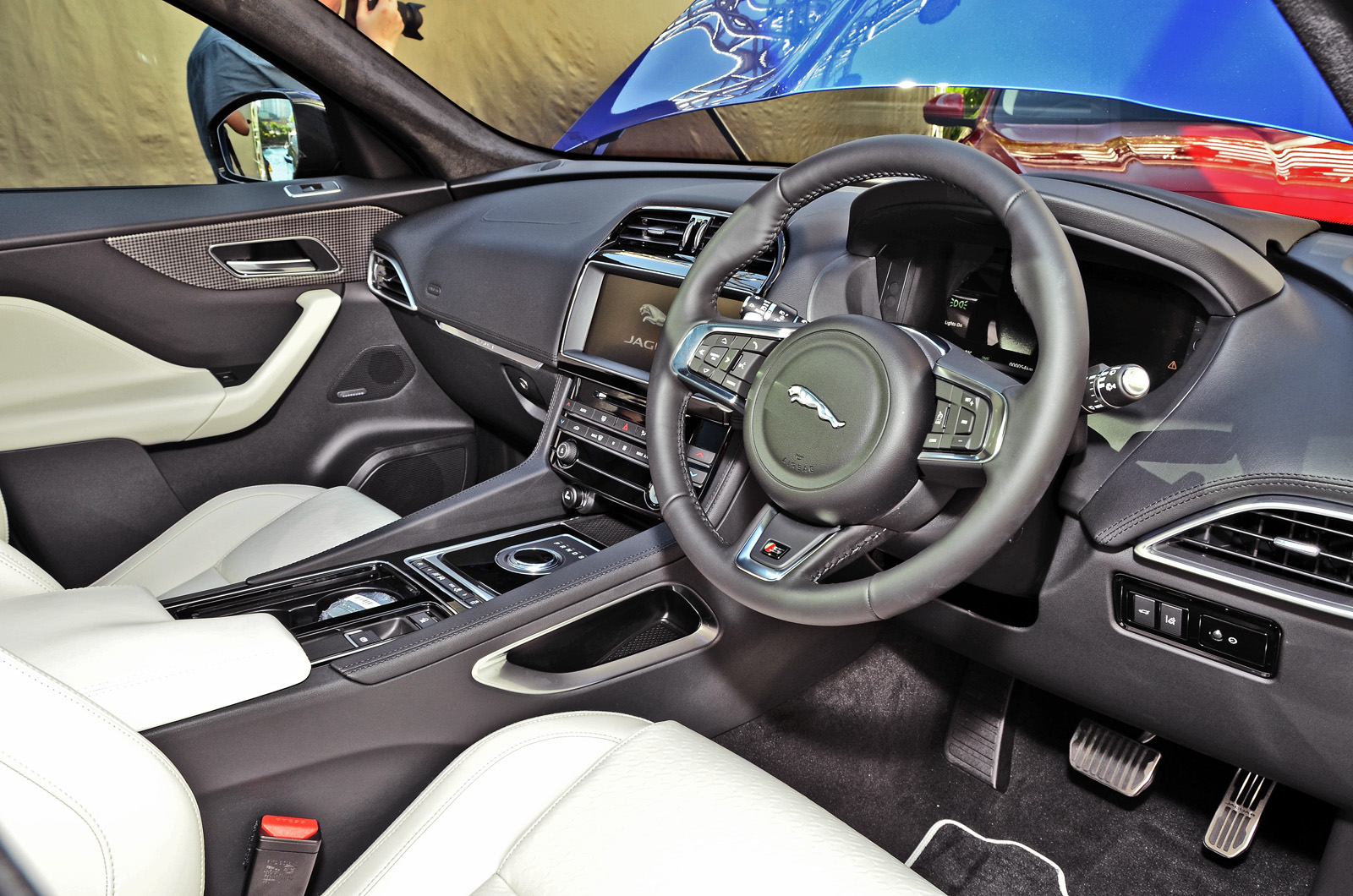
S First Edition 內裝，正面
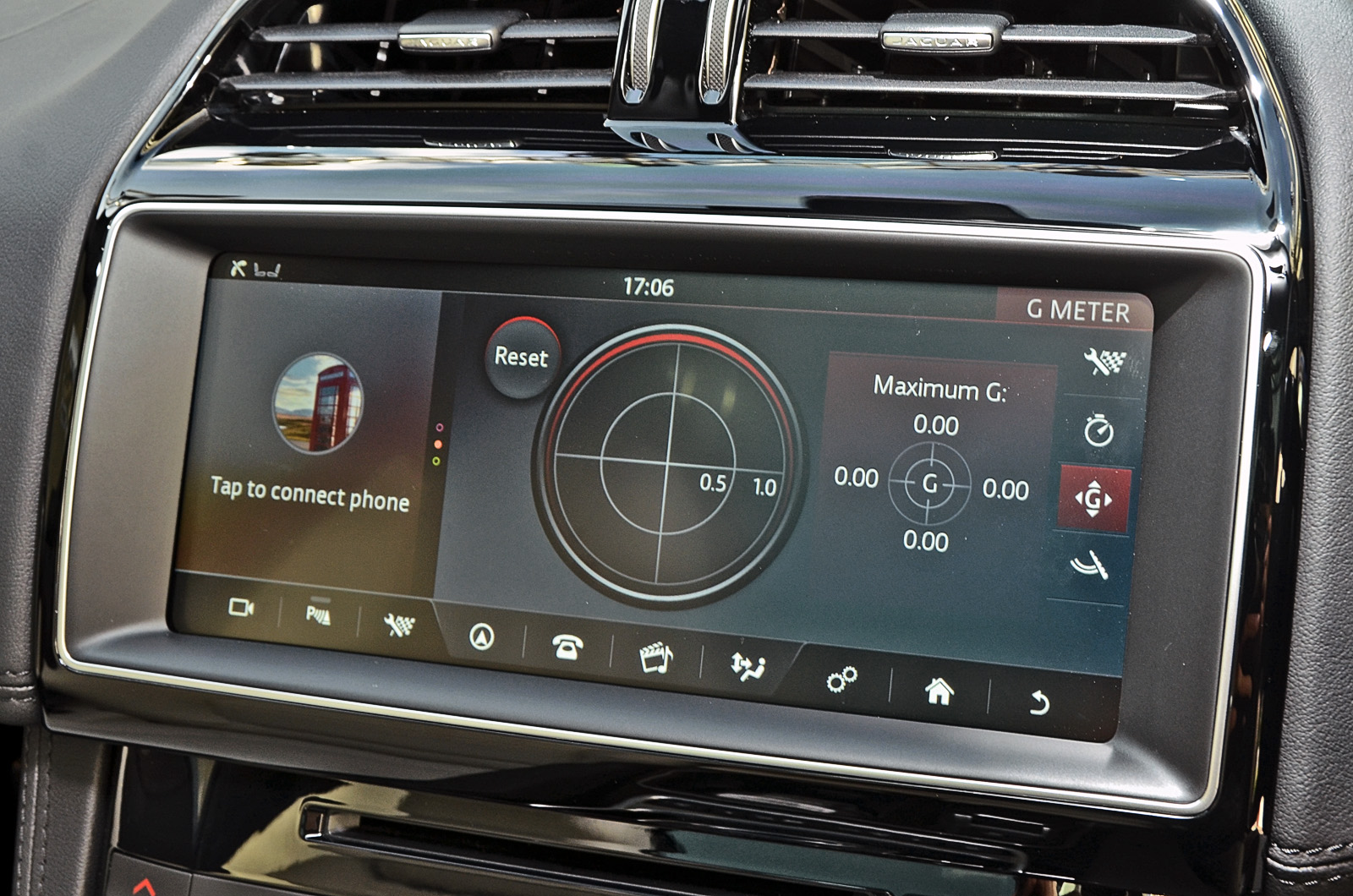
G力表
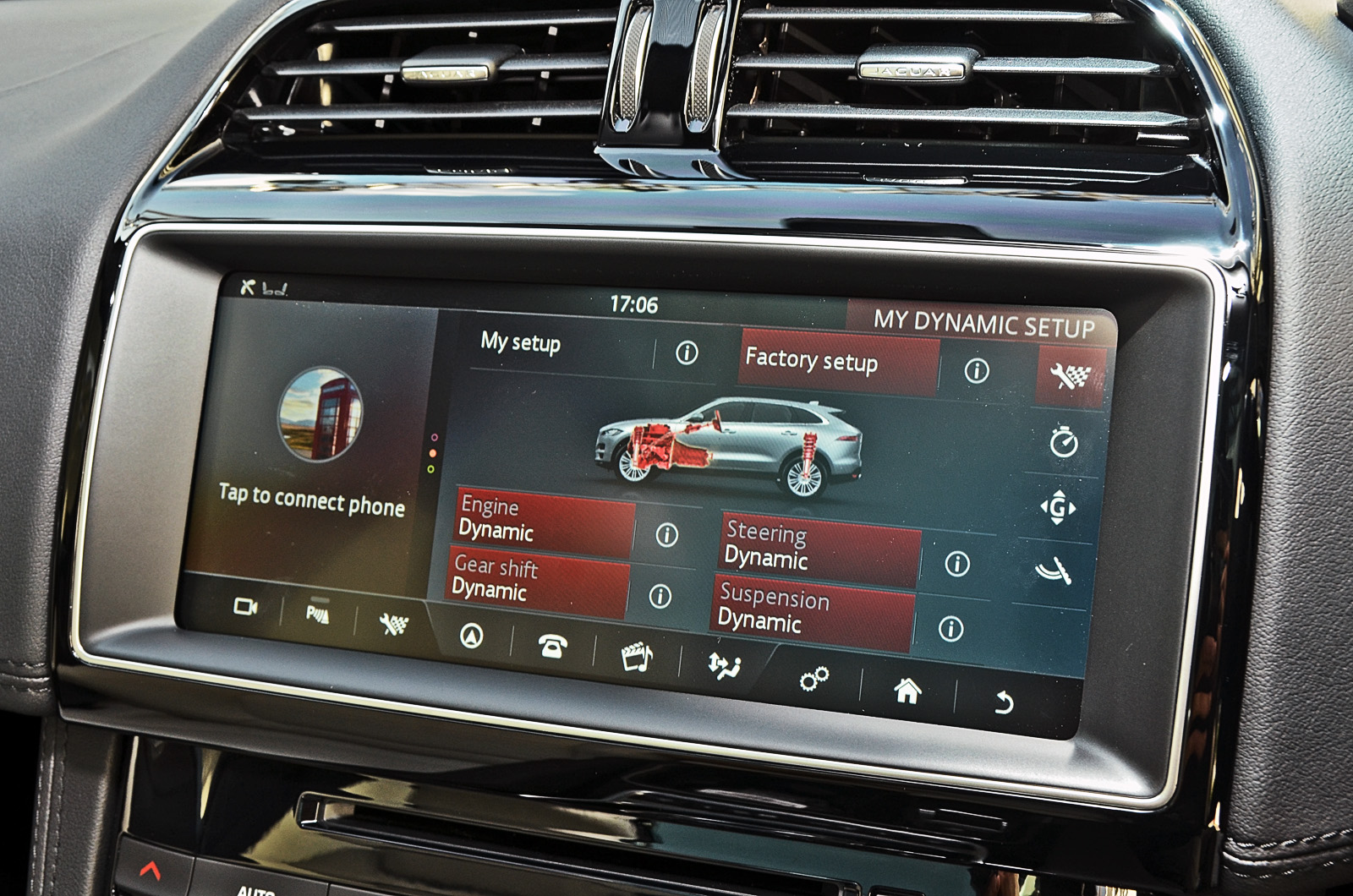
行車模式
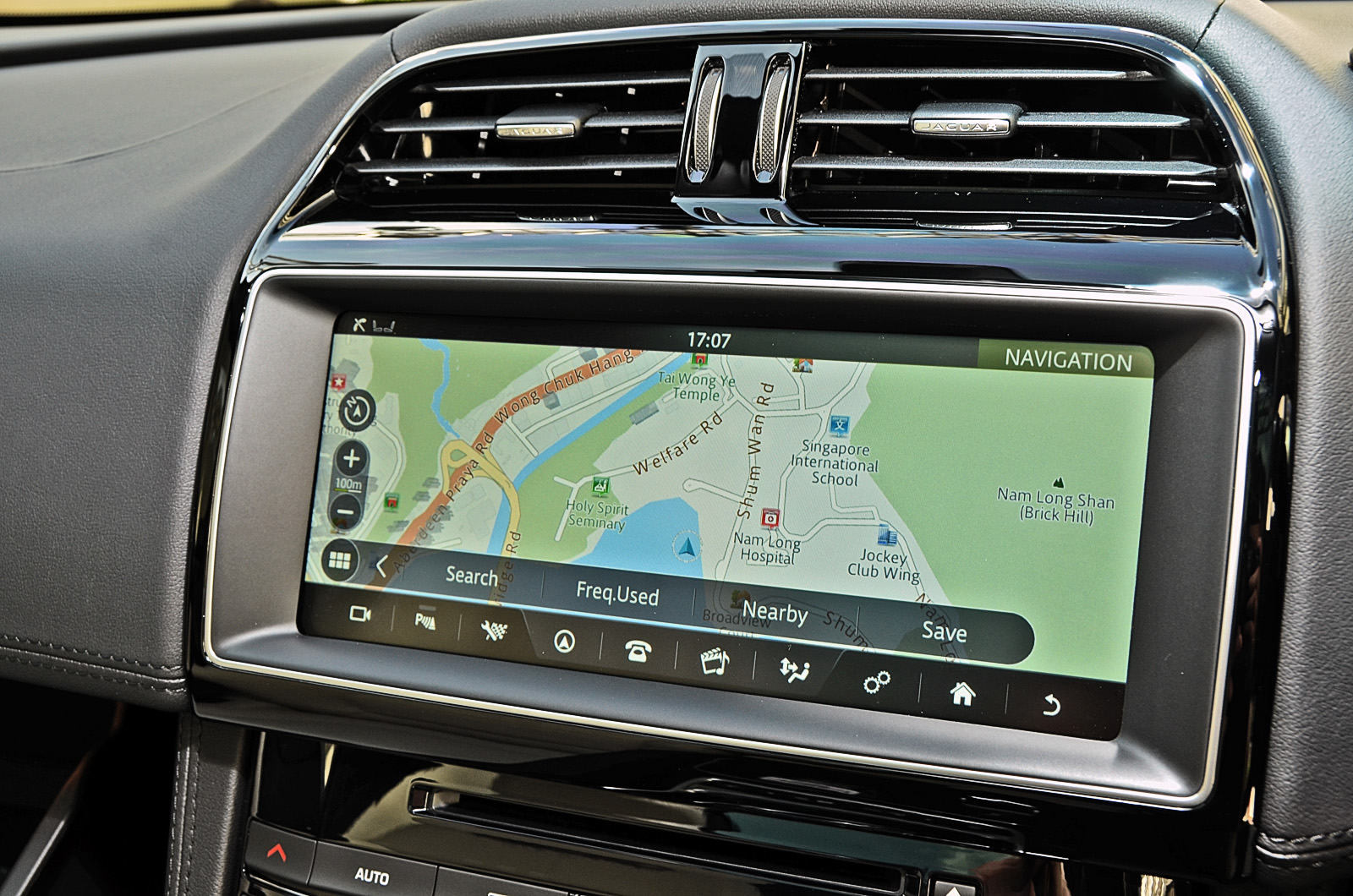
HKDM 衛星導航檢視
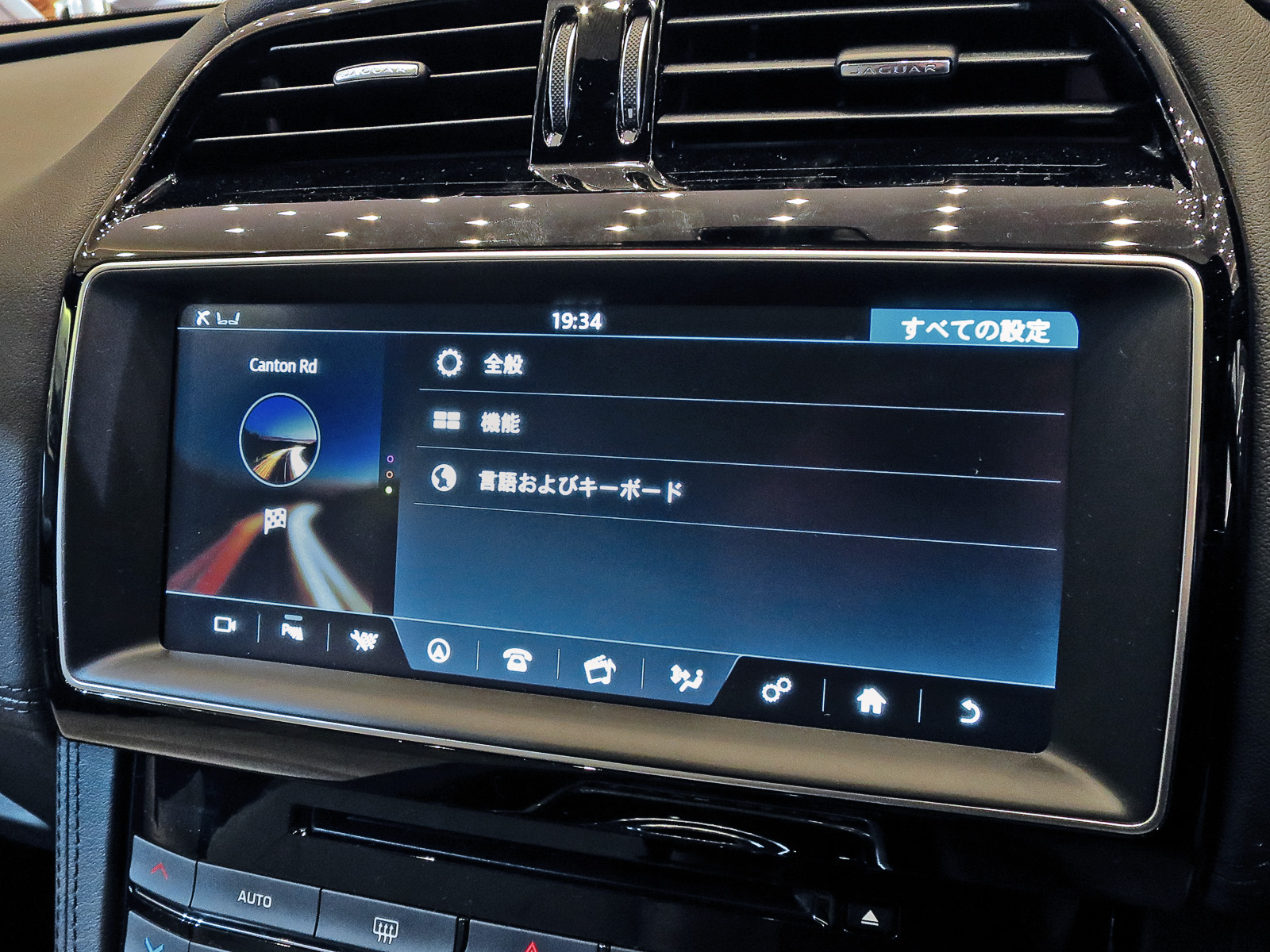
日語GUI和語音引導

## 世界銷售量
2016年的銷售額僅為部分年份。即便如此，F-Pace仍成為2016年最暢銷的捷豹車型。
| 年份 | 銷售量 |
| ---- | ------ |
| 2016 | 45,965 |
| 總共 | 46,000 |